# La Roquette-sur-Var
La Roquette-sur-Var là một xã ở tỉnh Alpes-Maritimes, vùng Provence-Alpes-Côte d'Azur ở đông nam nước Pháp.